# Skiby
Skiby [ˈskibɨ] é uma vila no distrito administrativo de Gmina Chęciny, no condado de Kielce, voivodia de Świętokrzyskie, no centro-sul da Polônia. Se localiza a aproximadamente 3 quilômetros a noroeste de Chęciny e 15 quilômetros a sudoeste da capital regional Kielce. 